# Miobalaenoptera
Miobalaenoptera — вимерлий рід смугачів з пізнього міоцену (мессиніанської) Японії.

## Опис
Miobalaenoptera відрізняється від інших смугачів (як вимерлих, так і сучасних) особливостями вушної кістки (включаючи периотичні), а також потиличних гребенів, які сильно розходяться.
Голотипний зразок був знайдений в морських відкладеннях у місті Нумата, Хоккайдо, Японія. Спочатку він був віднесений до Balaenoptera cf. acutorostrata за Shinohara (2012) і вважався пліоценовим за віком, але пізніший аналіз показав, що він належить не тільки до пізнього міоцену, але й до окремого виду вимерлих смугачів.